# Dilolo-See
Der Dilolo-See (port. Lago Dilolo) ist ein See in Angola nahe der Grenze zur Demokratischen Republik Kongo in der Provinz Moxico Leste. Er liegt im Kreis Luacano.

## Beschreibung
Der Dilolo liegt auf etwa 1.084 m Höhe nahe der Wasserscheide zwischen dem Kongo- und dem Sambesigebiet. Er wurde von David Livingstone im Februar 1854 entdeckt. Nach Livingstone ist der See acht bis dreizehn Kilometer lang und vier bis fünf Kilometer breit. Der Dilolo ist fischreich und beherbergt Flusspferde und überflutet zeitweilig die Umgebung in das Sambesisystem.